# Netelia liopleuris
Netelia liopleuris är en stekelart som först beskrevs av Szepligeti 1906.  Netelia liopleuris ingår i släktet Netelia och familjen brokparasitsteklar. Inga underarter finns listade i Catalogue of Life.